# Ribozym
Ribozym (RNA enzym) je katalyticky aktivní molekula RNA, která funguje jako enzym. Ribozymy nejčastěji katalyzují štěpení cukr-fosfátové kostry RNA a to buď vlastního vlákna (účinkující v cis podle angl. "cis-acting") nebo RNA vlákna jiné RNA (účinkující v trans). Z chemického pohledu jde o nukleofilní atak nejčastěji 2'-OH skupiny na fosfát. Známým příkladem ribozymu je např. také 23S-rRNA velké podjednotky ribozomů, která katalyzuje syntézu peptidové vazby. Mezi další známé ribozymy patří RNasa P, vlásenkový ribozym (z angl. hairpin ribozyme), HDV ribozym, hammerhead ribozym, Glms riboswitch, Varkud-satelite (VS) ribozym.
Ribozymy byly objeveny v 80. letech T. R. Cechem a S. Altmannem, kteří byli v roce 1989 za svůj objev oceněni Nobelovou cenou. Objevením ribozymů padla teorie, že biologickými katalyzátory jsou pouze proteinové enzymy. To, že i RNA mohou katalyzovat široké spektrum reakcí, podporuje i teorii tzv. RNA světa, která předpokládá, že v určité etapě vývoje života na Zemi to byly právě molekuly RNA, které sloužily jako hlavní biologické katalyzátory a zároveň byly schopné přenášet genetickou informaci.